# Flame of Love
Flame of Love – drugi japoński minialbum Taemina, wydany 18 lipca 2017 roku przez Universal Music. Został wydany w trzech wersjach: regularnej i dwóch limitowanych. Osiągnął 2 pozycję w rankingu Oricon i pozostał na liście przez 6 tygodni, sprzedał się w nakładzie 51 966 egzemplarzy w Japonii.

## Lista utworów
| CD                       |                                                           |      |
| Nr                       | Tytuł                                                     | Czas |
| 1.                       | "Flame of Love"                                           | 3:54 |
| 2.                       | "I'm Crying"                                              | 5:45 |
| 3.                       | "Do It Baby"                                              | 2:42 |
| 4.                       | "DOOR"                                                    | 3:57 |
| 5.                       | "Itsuka kokode" (jap. いつかここで)                       | 4:04 |
| DVD (wer. limitowana)    |                                                           |      |
| Nr                       | Tytuł                                                     | Czas |
| 1.                       | "Flame of Love" Music Video                               |      |
| 2.                       | "Flame of Love" Dance Version Music Video                 |      |
| 3.                       | Jacket & Music Video Shooting Sketch                      |      |
| DVD (wer. limitowana FC) |                                                           |      |
| Nr                       | Tytuł                                                     | Czas |
| 1.                       | "Sayonara hitori" (jap. さよならひとり)                   |      |
| 2.                       | "Drip Drop"                                               |      |
| 3.                       | "Press Your Number" (Japanese Version)                    |      |
| 4.                       | "Danger"                                                  |      |
| 5.                       | "Sekai de tchiban aishita hito" (jap. 世界で一番愛した人) |      |